# Macedonia del Nord al Junior Eurovision Song Contest
La Macedonia del Nord ha partecipato 20 volte sin dalla prima edizione del Junior Eurovision Song Contest nel 2003. La rete che ha curato le varie partecipazioni è la MRT.
Si è ritirata nel 2012 e nel 2014 per poi ritornare nell'edizioni seguenti, tuttavia a causa della pandemia di COVID-19 la nazione balcanica si è ritirata nuovamente nel 2020. Per poi tornare a partecipare nel 2021.

## Partecipazioni
- Primo posto
- Secondo posto
- Terzo posto
- Ultimo posto

| Anno                            | Artista                                   | Canzone                                   | Lingua            | Posizione | Posizione |
| Anno                            | Artista                                   | Canzone                                   | Lingua            | Finale    | Punti     |
| ------------------------------- | ----------------------------------------- | ----------------------------------------- | ----------------- | --------- | --------- |
| 2003                            | Marija & Viktorija                        | Ti ne me poznavaš                         | Macedone          | 12º       | 19        |
| 2004                            | Martina Siljanovska                       | Zabava                                    | Macedone          | 7º        | 64        |
| 2005                            | Denis Dimovski                            | Rodendenski baknež                        | Macedone          | 8º        | 68        |
| 2006                            | Zana Aliu                                 | Vljubena                                  | Macedone          | 15º       | 14        |
| 2007                            | Rosica Pilavkovikj & Dimitar Stojmenovski | Ding Ding Dong                            | Macedone          | 5º        | 111       |
| 2008                            | Bobi Andonov                              | Prati mi SMS                              | Macedone          | 5º        | 93        |
| 2009                            | Sara Markovska                            | Za ljubovta                               | Macedone          | 12º       | 31        |
| 2010                            | Anja Veterova                             | Eooo, eooo                                | Macedone          | 12º       | 38        |
| 2011                            | Dorijan Dlaka                             | Žimi ovoj frak                            | Macedone          | 12º       | 31        |
| Nessuna partecipazione nel 2012 |                                           |                                           |                   |           |           |
| 2013                            | Barbara Popović                           | Ohrid i muzika                            | Macedone          | 12º       | 19        |
| Nessuna partecipazione nel 2014 |                                           |                                           |                   |           |           |
| 2015                            | Ivana & Magdalena                         | Pletenka - Braid of Love                  | Macedone          | 17º       | 26        |
| 2016                            | Martija Stanojković                       | Love Will Lead Our Way (Ljubovta ne vodi) | Macedone, inglese | 12º       | 41        |
| 2017                            | Mina Blažev                               | Dancing Through Life                      | Macedone, inglese | 12º       | 69        |
| 2018                            | Marija Spasovska                          | Doma                                      | Macedone          | 12º       | 99        |
| 2019                            | Mila Moskov                               | Fire                                      | Macedone, inglese | 6º        | 150       |
| Nessuna partecipazione nel 2020 |                                           |                                           |                   |           |           |
| 2021                            | Dajte Muzika                              | Green Forces                              | Macedone, inglese | 9º        | 114       |
| 2022                            | Lara feat. Jovan & Irina                  | Životot e pred mene                       | Macedone, inglese | 14º       | 54        |
| 2023                            | Tamara Grujeska                           | Kaži mi, kaži mi koj                      | Macedone, inglese | 12º       | 76        |
| 2024                            | Ana & Aleksej                             | Marathon                                  | Macedone, inglese | 16º       | 76        |
| 2025                            | Nela Mančeska                             |                                           |                   |           |           |

## Storia delle votazioni
Al 2019, le votazioni della Macedonia sono state le seguenti: 
Punti dati
| Posizione | Stato       | Punti |
| --------- | ----------- | ----- |
| 1         | Serbia      | 92    |
| 2         | Bielorussia | 70    |
| 3         | Russia      | 65    |
| 4         | Malta       | 64    |
| 5         | Armenia     | 58    |

Punti ricevuti
| Posizione | Stato       | Punti |
| --------- | ----------- | ----- |
| 1         | Serbia      | 59    |
| 2         | Malta       | 46    |
| 3         | Paesi Bassi | 42    |
| 4         | Albania     | 39    |
| 5         | Bielorussia | 36    |